# John Omondi
John Odhimbo Omondi (ur. 7 czerwca 1990) – kenijski zapaśnik walczący przeważnie w stylu wolnym. Zajął dziewiętnaste miejsce na mistrzostwach świata w 2021 roku. 
Dziesiąty na igrzyskach afrykańskich w 2019. Brązowy medalista mistrzostw Afryki w 2018 i ósmy w 2019 roku.